# La Goleta (Michoacán)
La Goleta es una localidad del estado mexicano de Michoacán. Es parte del municipio de Charo.

## Demografía
| Gráfica de evolución demográfica |
|                                  |

| Censo | Población |
| ----- | --------- |
| 1900  | 502       |
| 1910  | 516       |
| 1921  | 598       |
| 1930  | 664       |
| 1940  | 645       |
| 1950  | 599       |
| 1960  | 931       |
| 1970  | 937       |
| 1980  | 1 208     |
| 1990  | 1 554     |
| 2000  | 1 533     |
| 2010  | 1 815     |
| 2020  | 2 089     |